# Музей садово-паркового мистецтва (Санкт-Петербург)
Музей садово-паркового мистецтва — ліквідований музейний заклад, що існував у місті Санкт-Петербург на початку 20 ст.

## Передісторія
Історія садово-паркового мистецтва сягає у сиву давнину. Перші регулярні сади виникають у добу рабовласництва і мали широке розповсюдження у Стародавньому Єгипті.
E добу Стародавньої Греції існували сади двох типів — природні гаї, котрі оголосили священними гаями і втручання в котрі було бмеженим і сади штучні, тип котрих виник після знайомвства із садовою культурою азійських країн.
Власну сторінку садового мистецтва створили у добу розповсюдження арабо-мусульманського культурного просторую Сади мусульманського сходу увібрали досвід декілької попередніх століть і попередніх держав, що були підкорені арабами. Вони мали розповсюдження від Персії на сході до садів у Марокко та на півдні мусульманської тоді Іспанії. Королівський сад у Марокко, створений у 12 ст., випадково зберігся до 20 ст. через меліоративні роботи і постійну заміну старих дерев на молоді. Цей сад переважно фруктовий.

Витоки європейських садів бароко вбачають в мініатюрних садах мусульманської Іспанії. Використавши гідротехнічні навички стародавніх римлян та образну систему садів Передньої Азії, в мусульманській Іспанії створили свій тип саду. Найбільш відомі зразки, створені у Гранаді, Кордові, Толедо, більша частина яких знищена.

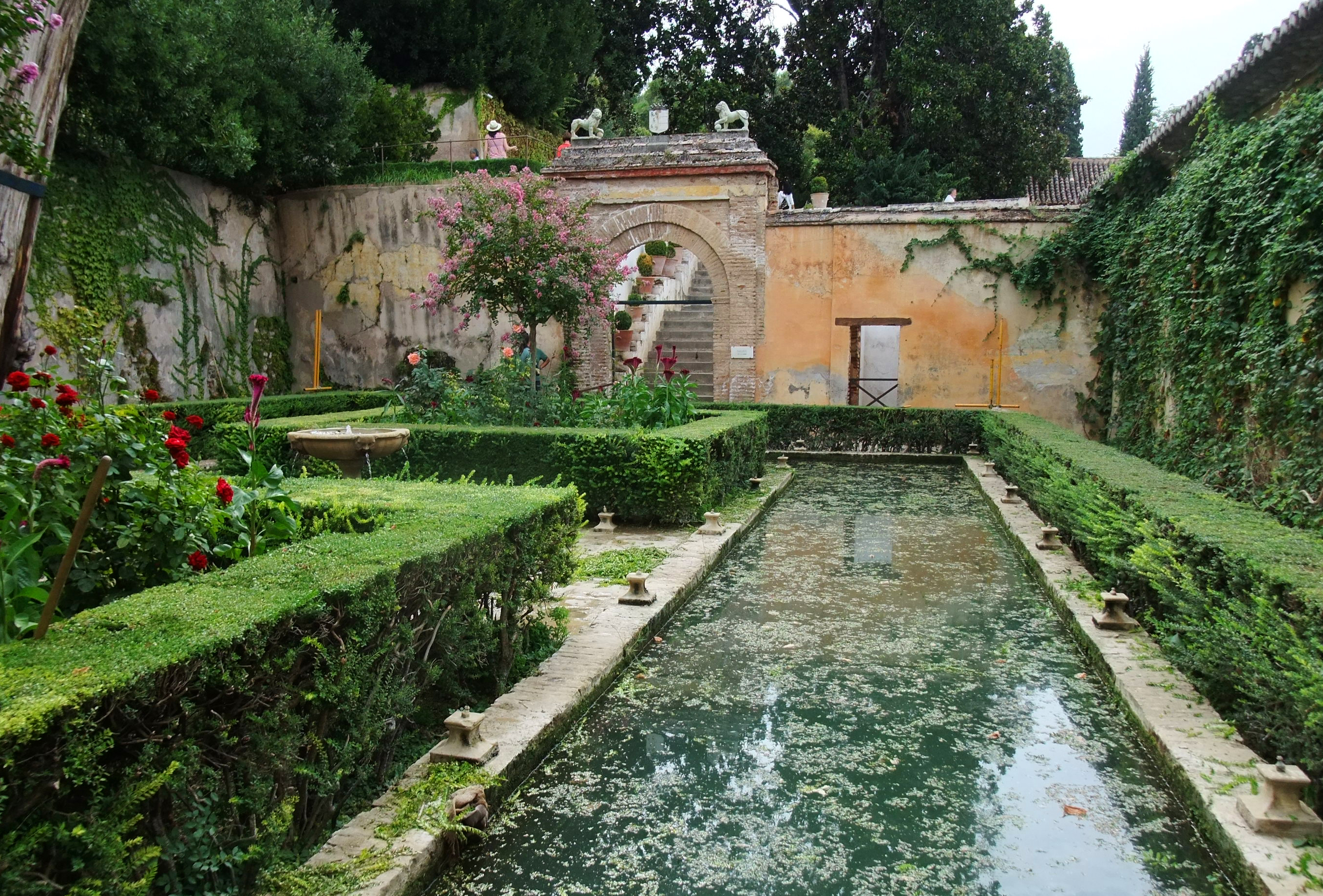
Генераліфе, Іспанія. Відновлена частина мусульманського саду

Зазвичай це невеликі сади, розплановані геометрично, зі стежками, квітами, невеликими будівлями. Перевагу надавали вічно зеленим рослинам або рослинам і кущам запашним. Сади стають невід'ємною частиною палаців можновладців, оточують палацові будівлі чи стають окрасою внутрішніх двориків. До елементів мусульманського саду Іспанії додали басейни з водою та невеличкі фонтани. Подібні сади пов'язували з садами мусульманського раю і навіть алегорією Корану.
Найбільш уславлені зразки подібних садів серед збережених та реставрованих у Іспанії —
- сади Хенераліфе,
- сади Альгамбри.

Унікальні естетичні якості монастирських і світських садів відродження, маньєризму і бароко почали мати відображення у мистецтві — в західноєвропейських живопису, в графіці, менше у рельєфах. Відтепер літературні описи були доповнені візуальними матеріалами і тематичними виданнями, що вивсвітлювали як теоретичні, так і практичні питання створення та догляду за плодовими і декоративними садами і палацовими парками. Створення садів і палацових парків віднесли в західноєвропейській культурній традиції до архітектури, а низка садівників-паркобудівників була архітекторами за фахом.

## Музей садово-паркового мистецтва у Петербурзі

Доменіко Трезіні. «Морський і Суходольний (піхотний) шпиталі» для Санкт-Петербурга, проект бл. 1715 р.

Тривалий час одним із центрів садово-паркового мистецтва був Санкт_Петрбург, де розвинувся власний центр аристократичної культури, обумовлений столичним сатусом міста і механічною спробою переносу досягнень західноєвропейської науки і кльтури у новий географічний регіон. Серед механічно перенесених були і сади бароко, принципи їх створення і навіть спроби вирощування у невідповідній географічній зоні південних садових рослин.
Помітному підвищенню рівня у створенні декоративних садів і парків палацового типу сприяли запрошення на працю у Санкт=Петербург іноземних фахівців і архітекторів, серед котрих
- Доменіко Трезіні, архітектор
- Карло Бартоломео Растреллі, архітектор і скульптор
- Олександр Леблон, послідовник Андре Ленотра
- Ніколо Мікетті, архітектор.

У столичному Петрбурзі перетнулися традиції декоративного садівництва Італії (Карло Бартоломео Растреллі, Ніколо Мікетті) та Франції (Олександр Леблон). В провінційних садиба магнатерії і дворян декоративні сади доби бароко мали спрощений планувальний характер і відносно невеликий перелік рослин і паркових споруд для їх створення. Винятків небагато, серед них — парк при зниклому палаці Анненгоф, парк при садибі Ярополець (садиба Чернишових), Кусково (Шеремєтєвих) тощо.

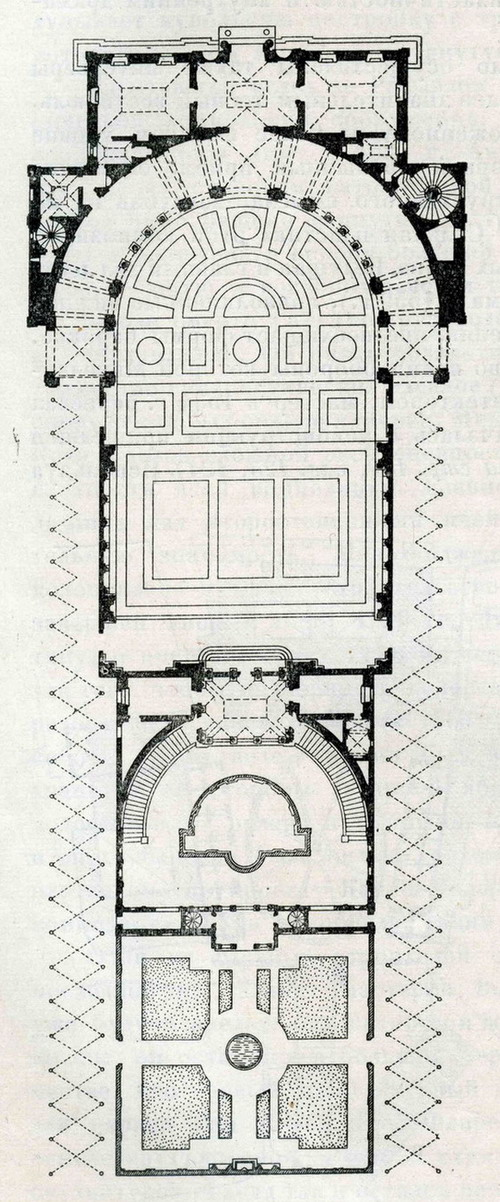
арх. Віньола. План Вілли Джулія, Рим
Ніколо Мікетті. Італійський палац, ділянка з партерами і фонтанами.Санкт-Петербург.
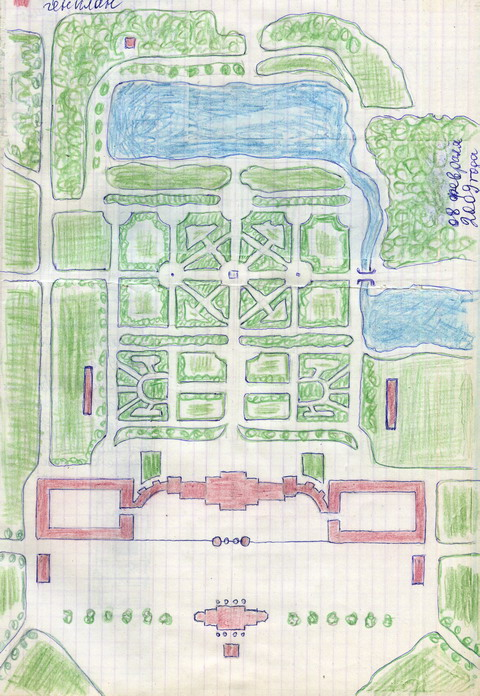
Садиба Ярополець Чернишових,генеральний план на другу половину 18 ст..
Хмеліта (нині Смоленська область). Бароковий план саду, копія.

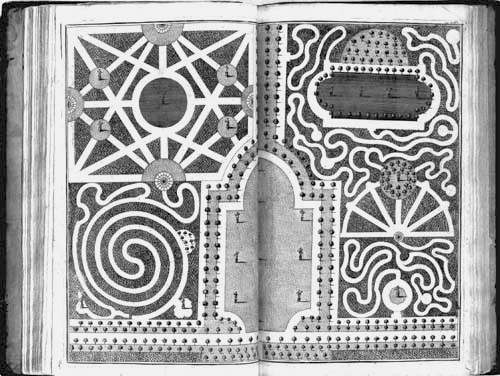
Створення серпантину в саду бароко. Британське видання Бетті Ленглі 1726 року.

Лише наприкінці 18 століття і зміні моди на пейзажні парки виникає і напрям національних пейзажних парків у творчості Андрія Болотова та Миколи Львова.
Ідея створення музею садово-паркового мистецтва виникає у середовищі митців товариства «Світ мистецтва» через ретроспективізм у їх творчості і схвальне намагання збереження здобутків дворянської культури минулих століть. Адже Санкт-Петербург тривалий час залишався центром паркобудування західноєвропейського типу.
Ідею створення музею садово-паркового мистецтва підхопив універсально обдарований науковець і мистецтвознавець Курбатов Володимир Якович (1878—1957). До новоствореного музею були передані старовинні видання паркової і садівничої тематики, рукописи, малюнки, велика кількість друкованої графіки із зображенням історичних і давно зниклих садів і палацових парків країн Західної Європи і Російської імперії. Музей тривалий час мав унікальний характер намаганням стати науковим центром з цільового вивчення історії садово-паркового мистецтва.

## Ліквідація музею
На хвилі реквізиції музейних скарбів у державний фонд і продажу музейно значущих та унікальних творів у 1920—1930х рр. була закрита і ліквідована низка музеїв-садиб у провінційних містах і столичних Москві та Санкт-Петербурзі. Серед ліквідованих був і єдиний у країні Музей садово-паркового мистецтва, директором котрого був Курбатов Володимир Якович.

## Аналогійчний музей у Німеччині
Аналогічний музей садово-паркового мистецтва був створений у Німеччині, котрий відкрили для відвідин 2002 року у замку Бернат під містом Дюссельдорф.

## Живопис і друкована графіка садово-паркової тематики минулого (галерея)

Фуртенбах, сади доби відродження, видання 1910 р.

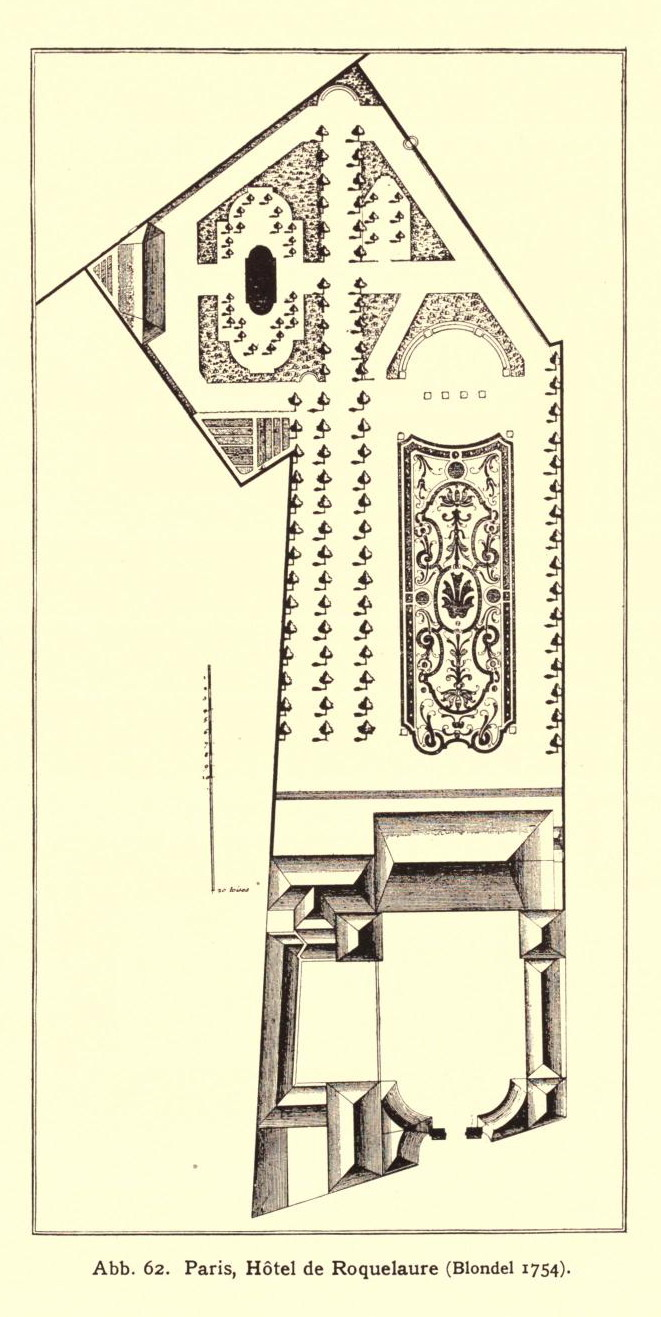
Жак-Франсуа Блондель. Отель де Рокеле, Париж, 1754 р.

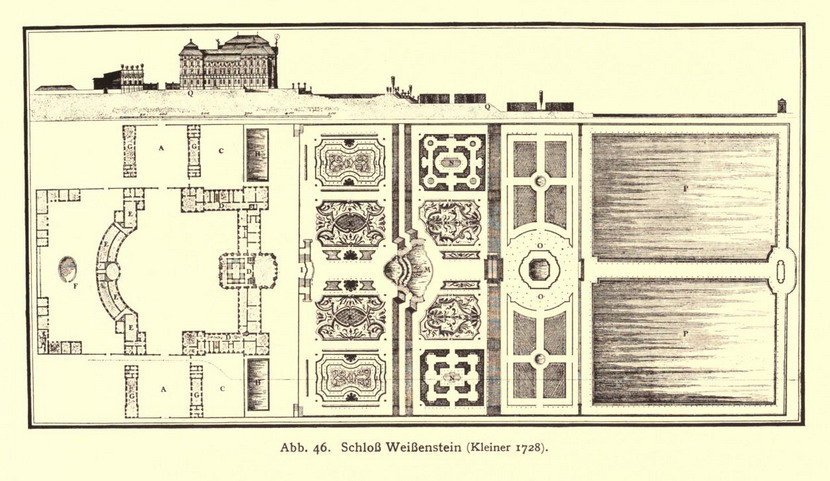
Замок-палац Вейсенштейн, генеральний план палацу і парку, гравюра 1728 р., видання 1910 р.

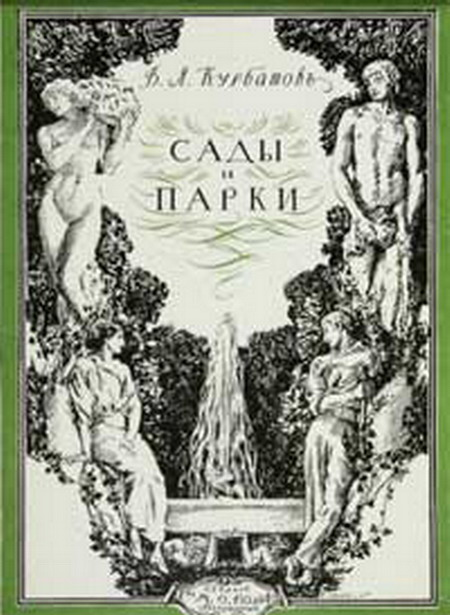
Курбатов В. Я. Видання «Сады и парки» 1913 р., обкладинка

Монтаржи, Франція, сади напівколом, фіксаційний план Дюсерсо, 1576 р.
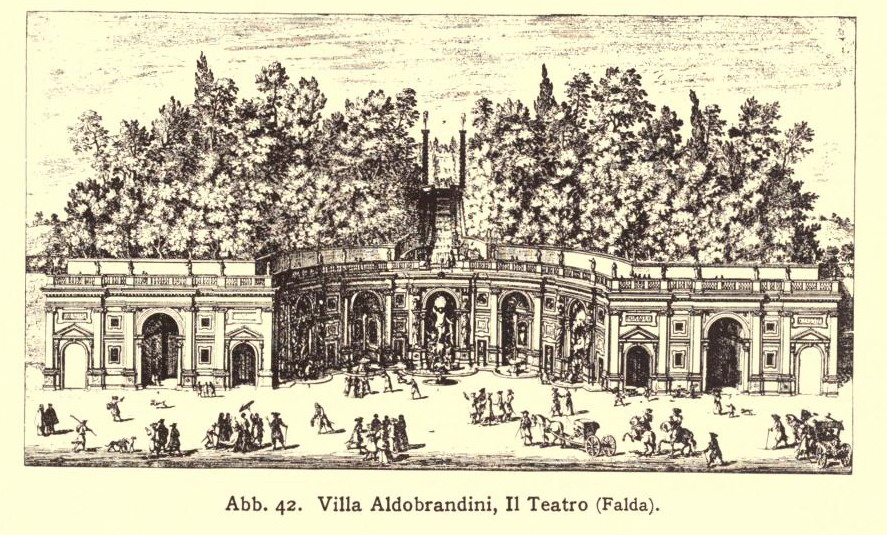
Джакомо делла Порта. Вілла Альдобрандіні. Каскад і німфей, видання 1910 р.
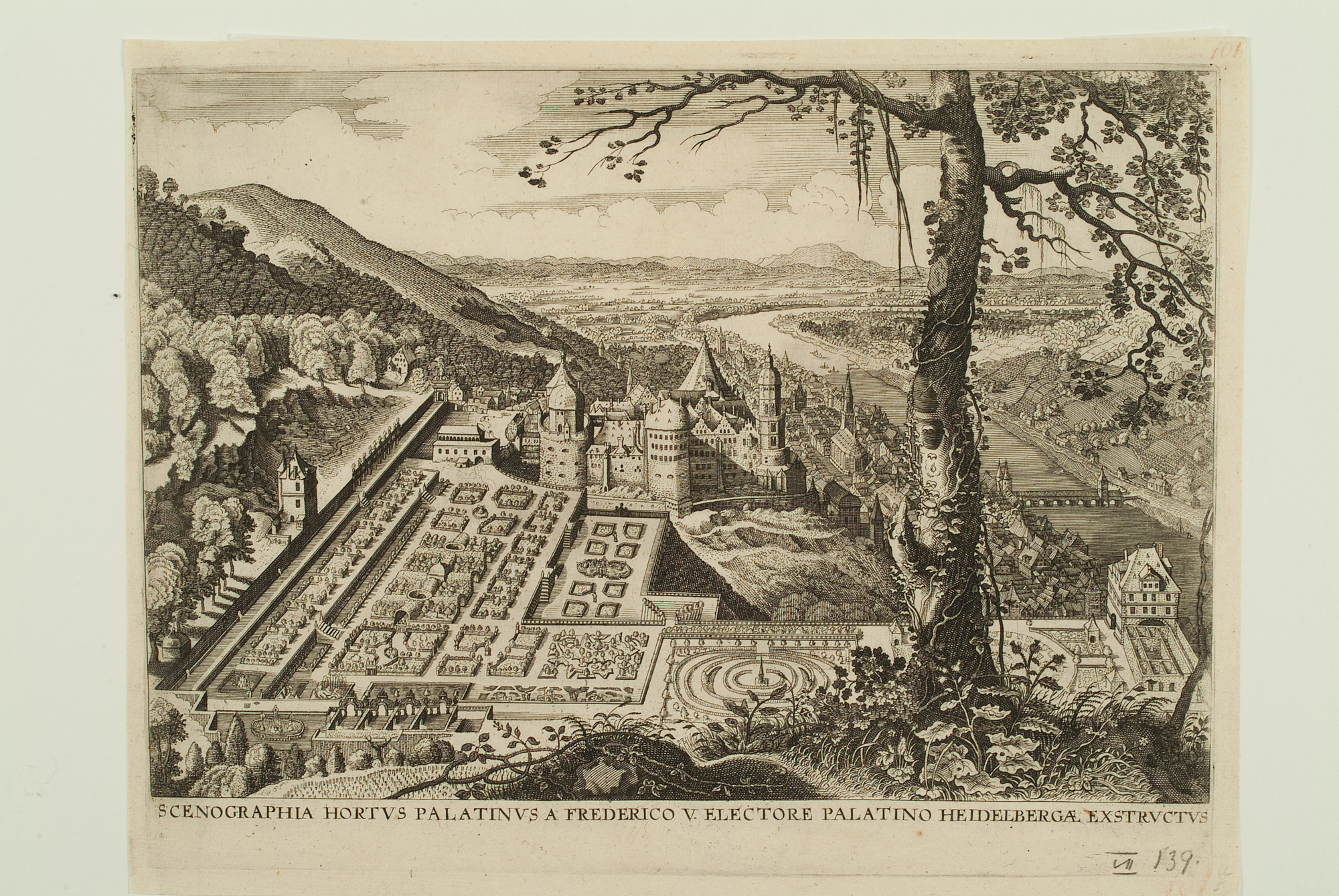
Сад бароко біля замку Гейдельберг на 1620 рік.
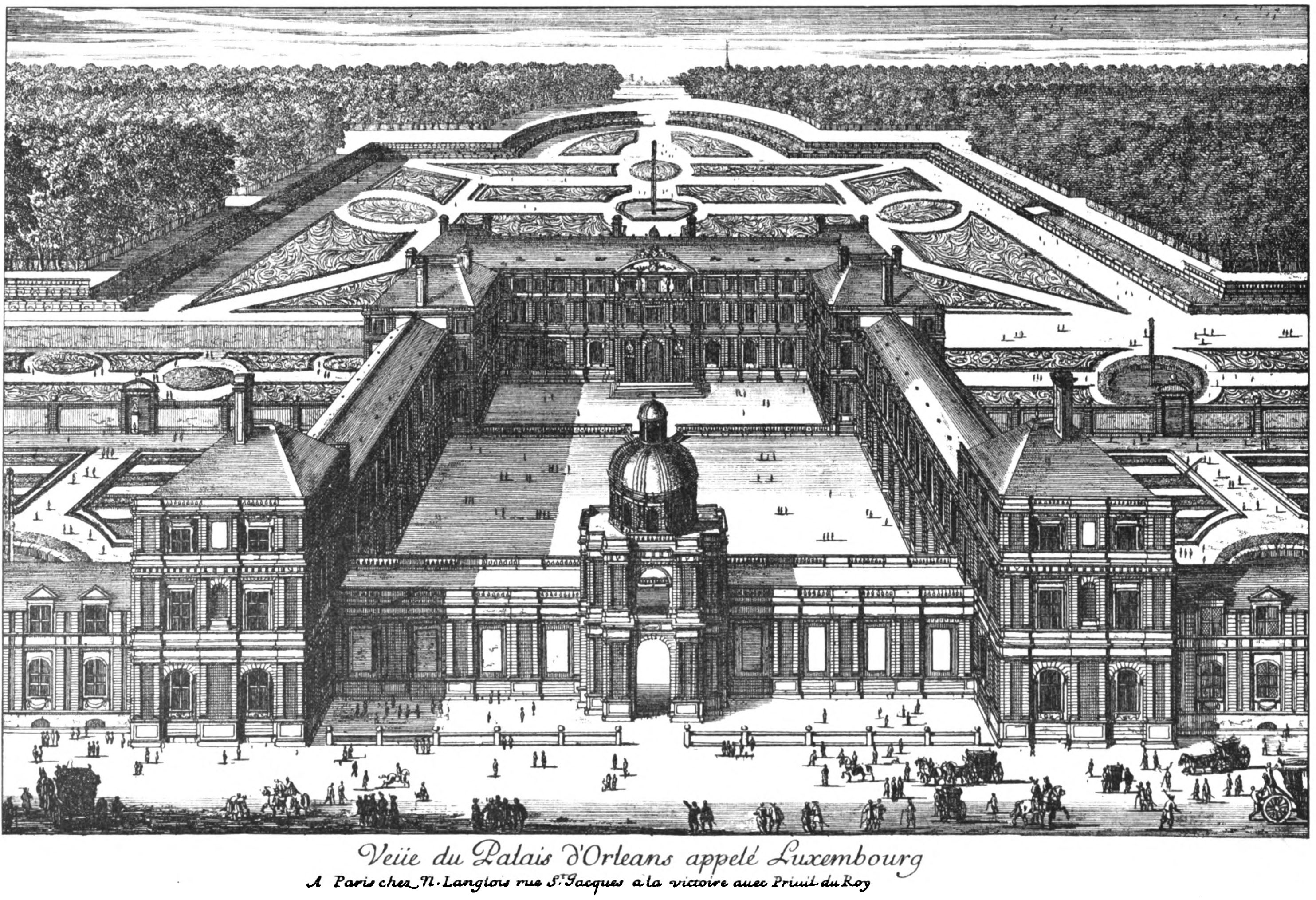
Гравер Перьє. Париж, палац Люксембург, парковий фасад, видання 1910 р.
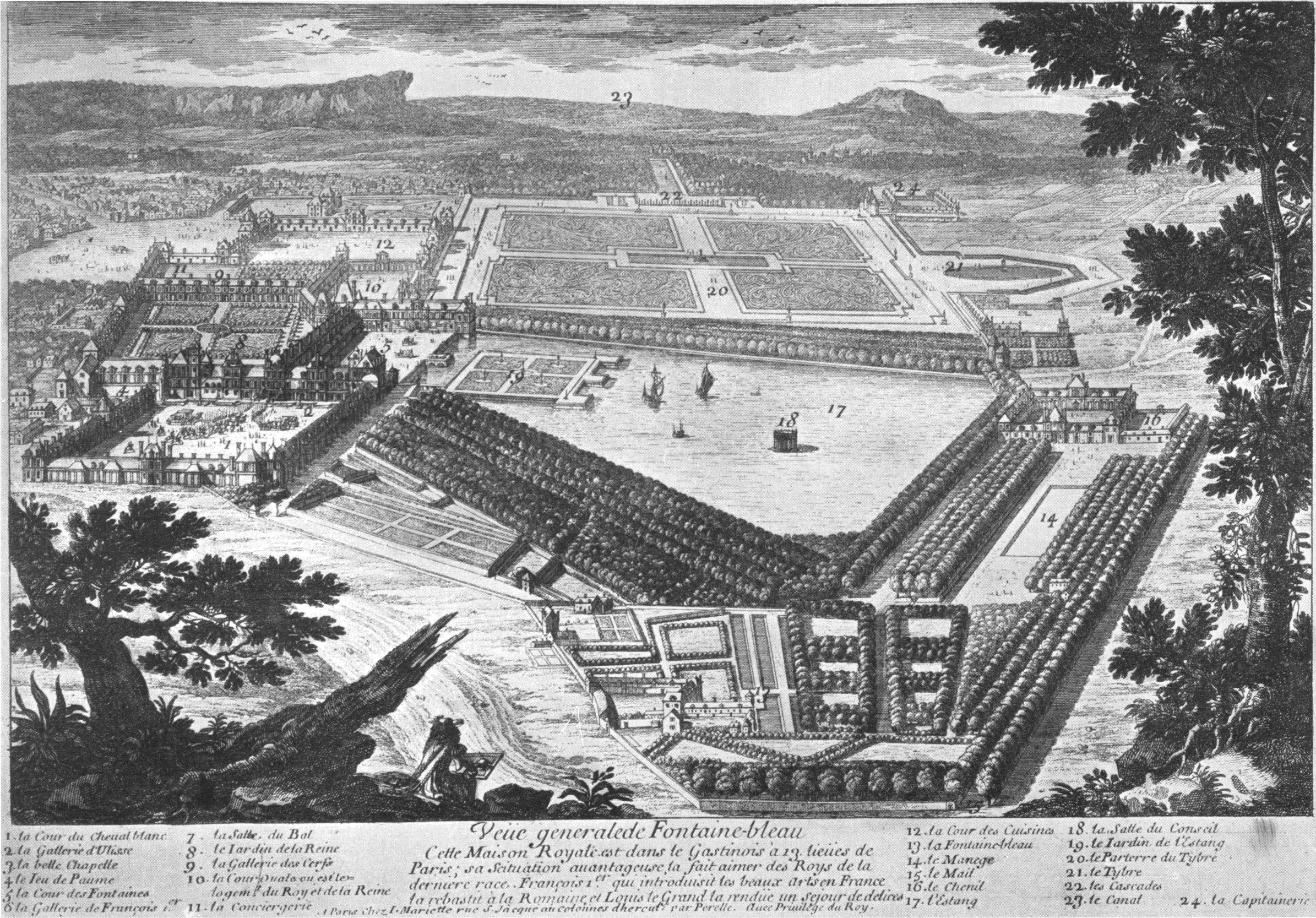
Королівська резиденція Фонтенбло, гравюра 1680 року, видання 1910 р.
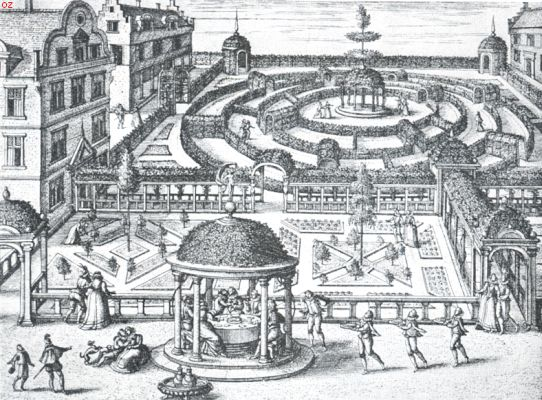
Ганс Вредеман де Вріс. «Голландський садок», гравюра 1583 року.
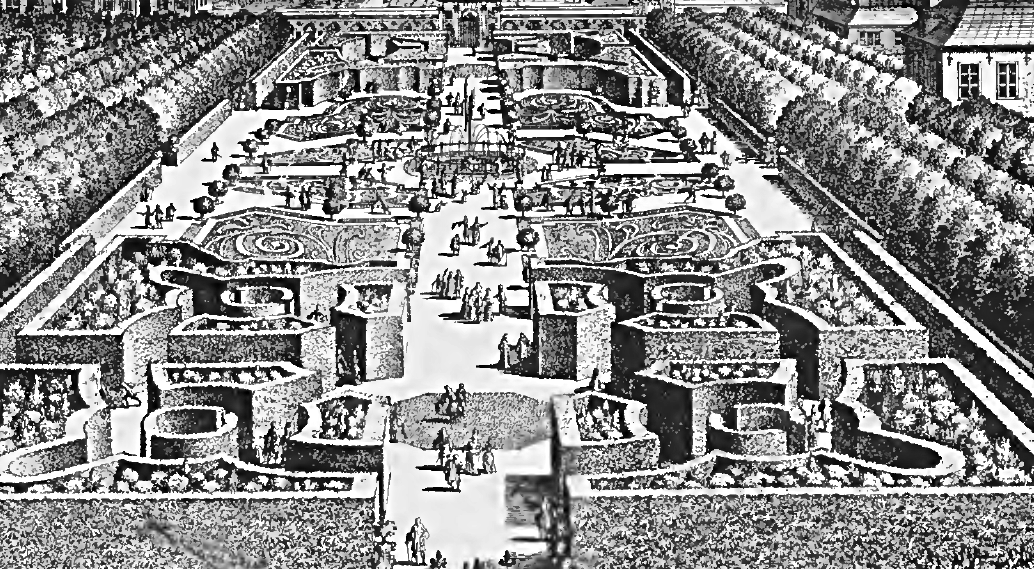
Королівський парк у місті Стокгольм, Швеція, гравюра 1700 р.
Голландський сад доби бароко, гравюра 1614 р., видання 1910 р.
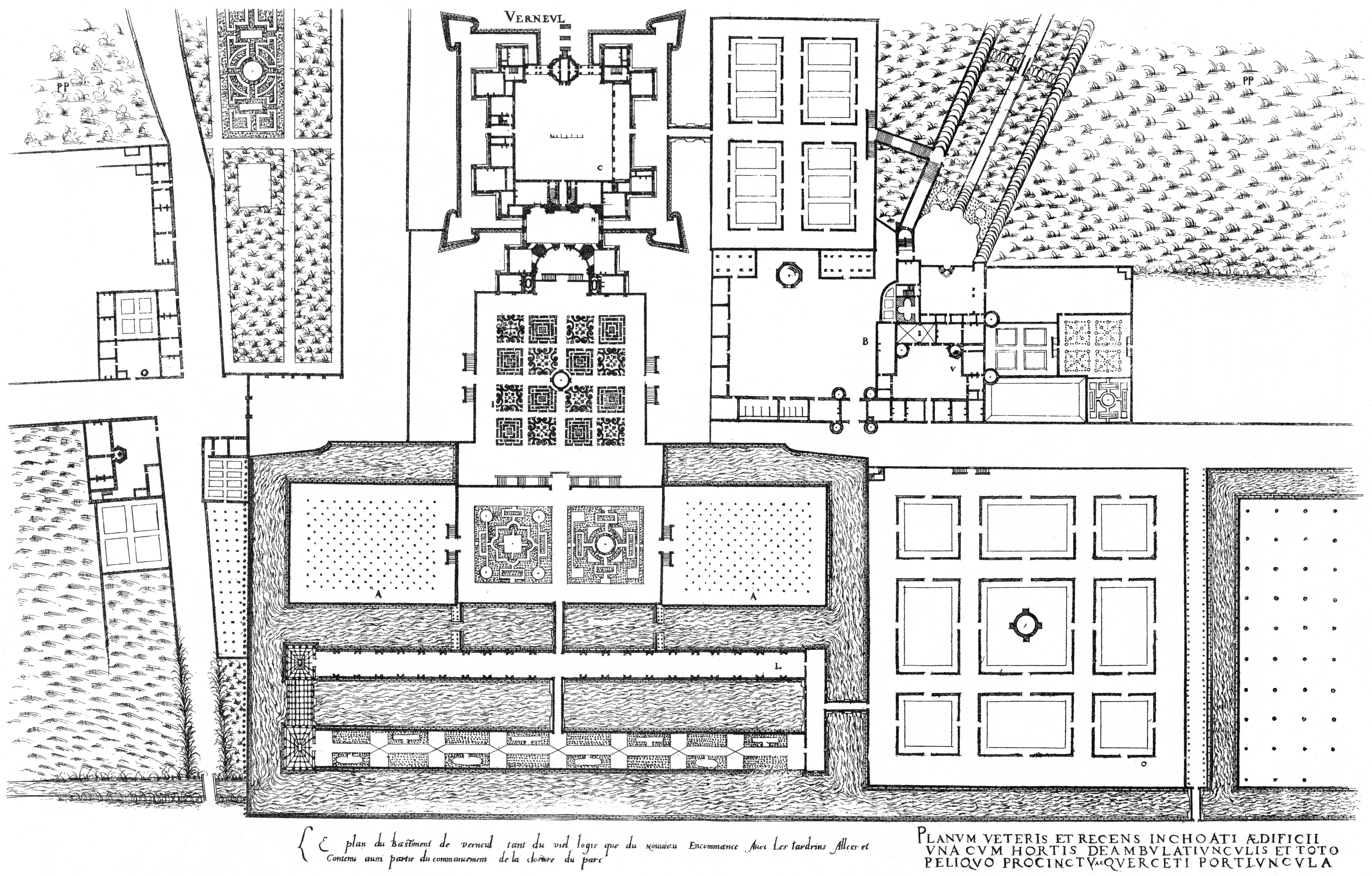
Палац на фортеці і сад доби маньєризму, Дюсерсо, 1576 р., видання 1910 р.
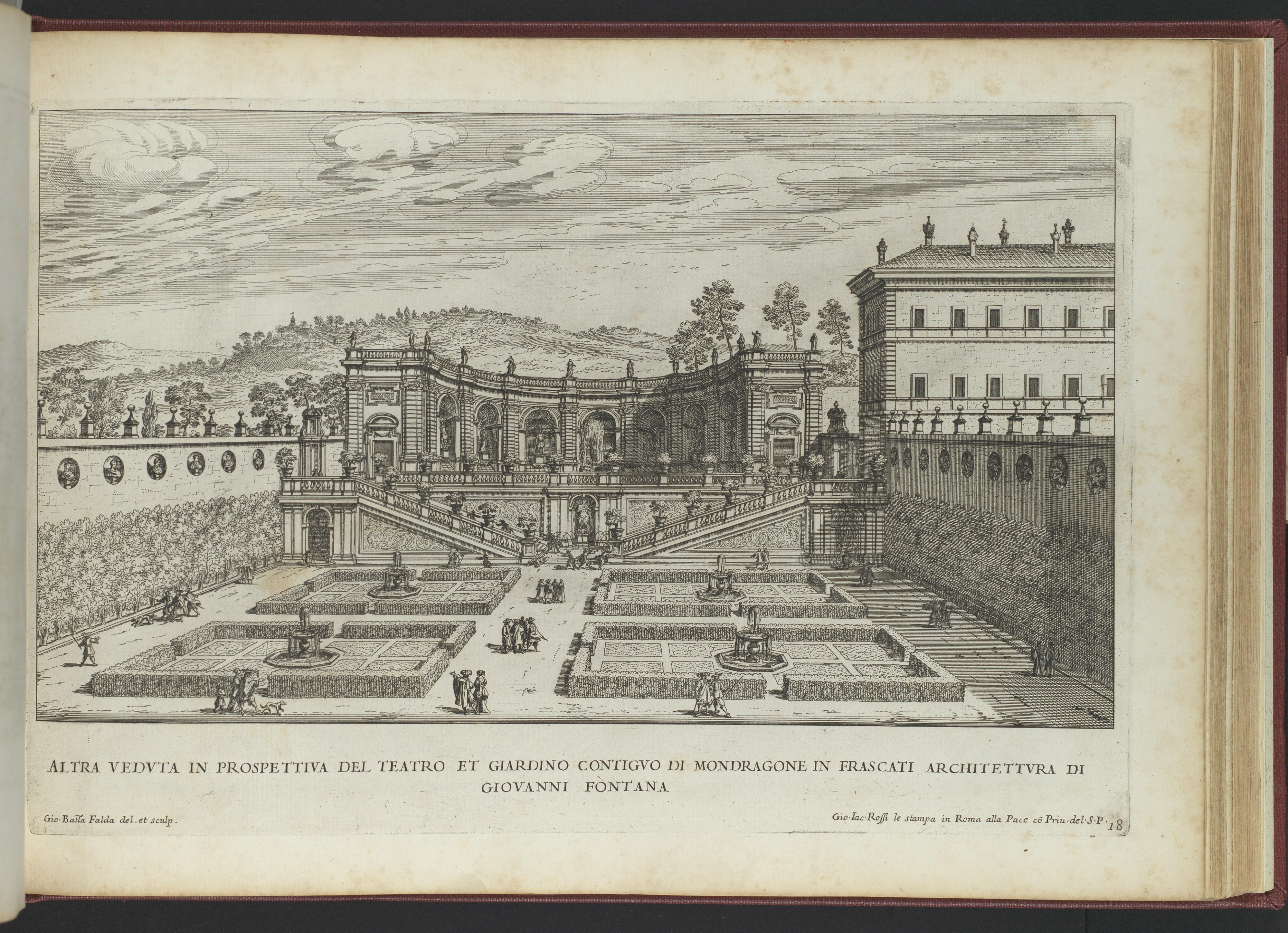
Вілла Мондрагоне, партер і римські фонтани, 1691 р., видання 1910 р.